# The Futon Critic
The Futon Critic ist eine Website, die Artikel und Informationen zum Hauptsendezeitprogramm in Rundfunk- und Kabelfernsehen in den Vereinigten Staaten bereitstellt. Die Website veröffentlicht Rezensionen von Prime-Time-Programmen und Interviews mit Menschen in der Fernsehbranche sowie die Veröffentlichung von Nielsen-Ratings-Berichten und Pressemitteilungen, die von Fernsehsendern bereitgestellt werden. The Futon Critic wurde 1997 von Brian Ford Sullivan gegründet.

## Geschichte
Brian Ford Sullivan, CEO von Futon Media, registrierte The Futon Critic am 14. Januar 1997. Seit der Gründung wurden auf der Website Rezensionen von Prime-Time-Programmen sowie Interviews mit Mitarbeitern der Fernsehbranche veröffentlicht. Die Website enthält auch Abschnitte von Artikeln, die sich mit Pressemitteilungen, Netzwerk-Schedulern und Nielsen Ratings befassen. Diese wurden beispielsweise von Artikeln von The Huffington Post entnommen. Die Veröffentlichungen der Nielsen-Bewertungsdaten auf der Website wurden auch von Institutionen wie der University of Colorado Boulder und der Temple University als Quelle verwendet.
2009 erschien Sullivan in The Nick Digilio Show von WGN für eine Talkrunde über das Fernsehen und die Emmy-Nominierungen des Jahres. 2010 kündigte Sullivan einen neuen Bereich seiner Website an, der die Verfügbarkeit von Programmen auf Digitale-Distribution-Plattformen nachverfolgen und im August desselben Jahres gestartet werden soll. Er kündigte auch die Produktion eines Pilotfilms an.